# Josef Schrudde
Josef Schrudde (* 12. Mai 1920 in Meschede; † 9. Oktober 2004 in Oelde) war ein deutscher Kiefer- und Plastischer Chirurg, Direktor der Klinik für Plastische und Rekonstruktive Chirurgie der Universität zu Köln.

## Leben

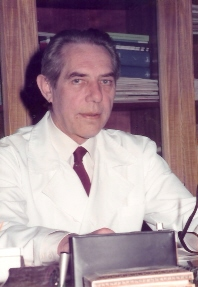
Josef Schrudde

Schrudde besuchte das staatliche Gymnasium in Brilon und erhielt 1938 das Reifezeugnis. Anschließend studierte er Medizin an den Universitäten in Münster, München und Würzburg und promovierte 1944 in Zahnmedizin mit einer Arbeit über Fokalinfektionen.
Nach Krieg und Gefangenschaft beendete er 1948 das Medizinstudium und begann als chirurgischer Assistenzarzt im Sauerland, wechselte aber 1952 an die westdeutsche Kieferklinik in Düsseldorf, wo er mit einer Arbeit über eine „Neue Methode der Lippenspaltenoperation“ zum Doktor der Medizin promovierte und kurz darauf habilitierte.
Sein Lehrer Karl Häupl schickte ihn 1959 nach Köln, um dort eine Abteilung für plastische Chirurgie aufzubauen. 1970 wurde diese Abteilung die erste mit einem planmäßigen Professor besetzte selbständige Universitätsklinik für Plastische Chirurgie in Deutschland. Diese Klinik wurde 1983 in den Neubau der Städtischen Krankenanstalten Köln-Merheim verlegt und um ein Zentrum für Schwerverbrannte mit angeschlossener Intensivstation erweitert. Unter seinen Schülern sind Neven Olivari, Martin Trauner, Veronika Petrovici, Werner Niermann, Uta Beinhoff, Jürgen Toenissen sowie Serdar Eren zu erwähnen.
1987 wurde Schrudde emeritiert. Er starb 2004 im Alter von 84 Jahren. Die Familiengrabstätte befindet sich auf dem Kölner Melaten-Friedhof.

## Wirken
Eine rege wissenschaftliche Tätigkeit, deren Ertrag in mehr als 100 Originalarbeiten und Buchbeiträgen niedergelegt ist, begleitete Josef Schrudde sein ganzes Leben. Auch hielt er etwa doppelt so viele Vorträge.
Die Einführung von Kunststoffschienen zur Behandlung von Unterkieferfrakturen gilt als Standardmethode bis zur stabilen Plattenosteosynthese und wurde von der schwedischen Armee als „Düsseldorfer Methode“ übernommen.
Josef Schrudde hat sich weltweit einen Namen gemacht mit der von ihm 1955 inaugurierten primären Osteoplastik des Kieferbogens bei Lippen-Kiefer-Gaumenspalten, weiterhin mit der 1963 erstmals publizierten Methode der Verschiebeschwenkplastik – die Schrudde-Plastik – mit der Tausende von Hautdefekten nach Tumorentfernung oder Ulcerationen einfach und sicher verschlossen werden konnten.
In vielen Artikeln über die Fettabsaugung wird Schrudde als der Urvater – The Father of Lipoplasty – dieser Methode zitiert, der bereits 1972 die von ihm so benannte „Lipexhaerese“ einführte.
Weitere Arbeiten befassten sich mit der subperiostalen Osteotomie der Nase, der Behandlung von Dekubitalulcera, der Gesichtsptose nach peripherer Fazialislähmung, einer neuen Methode der Mammaplastik und Rekonstruktion nach subkutaner Mastektomie mit Eigengewebe aus deepithelisierten Dermisfettlappen.
Schrudde war Gründungsmitglied der Vereinigung der Deutschen Plastischen Chirurgen und hat 1972 die 3. Tagung und 1978 die 9. Tagung dieser Vereinigung in Köln organisiert. 1977 bis 1979 war er Präsident und nach seiner Emeritierung wurde er zum Ehrenmitglied der Vereinigung gewählt. Seine Beiträge zur Behandlung der Lippen-Kiefer-Gaumenspalten wurden 1957 durch die Verleihung des Martin-Waßmund-Preises geehrt.